# La Guàrdia (Calders)
La Guàrdia és una masia del terme de Calders, a la comarca catalana del Moianès, inclosa en l'Inventari del Patrimoni Arquitectònic de Catalunya.
Està situada al sector central del terme, dalt d'un turó, a ponent del poble de Calders i a llevant de les masies de la Vila i la Domènega. A les seves terres, sobretot a llevant, migdia i ponent, s'ha desenvolupat la urbanització de la Guàrdia. S'hi accedeix pels carrers de la urbanització, al capdamunt de la qual es troba la masia, seu d'un acreditat restaurant. Pertany a la parròquia de Sant Vicenç de Calders.

## Història
La primitiva construcció fou una torre de guaita dels segles XII-XIII. La seva situació és estratègica, des d'aquest indret s'albira perfectament el Castell de Calders i el Castell de Granera.
Posteriorment, a mesura que es necessitaven, s'hi adossaren més construccions. El 1849 s'afegí un cos a ponent, on hi havia la porta d'entrada. L'immoble ha servit de fort en diverses ocasions a causa de la seva situació estratègica: guerres carlines, guerra civil...
El 1965 es modificà sensiblement tant l'aspecte interior com l'exterior del mas, en formar-se una urbanització al seu entorn, i en convertir-se l'edifici en restaurant. El 1978 hi hagué més ampliacions.

## Descripció
S'observen algunes restes de l'antiga torre. Era de forma quadrada, amb arc de punta ogival i amb carreus escairats. Hi ha sectors en opus spicatum; aquesta part havia estat celler en època de la masia. La façana té diverses espitlleres.
Avui dia, està molt modificada: la planta baixa i el primer pis s'utilitzen com a menjadors, el segon pis per a habitatge. Hi ha una galeria a migdia; contraforts i cisterna al nord. Té algun element goticitzant. Es construí amb pedra, emprant carreus ben escairats a cantonades, finestrals i portals.